# Stok narciarski GołębiewSKI w Mikołajkach
Stok narciarski GołębiewSKI w Mikołajkach – ośrodek narciarski położony w Mikołajkach na terenie należącym do hotelu Gołębiewski na sztucznie usypanym wzniesieniu. Jest to jeden z dwóch ośrodków narciarskich w północnej Polsce z wyciągiem krzesełkowym (drugi to Centrum Sportowo-Rekreacyjne Piękna Góra w Gołdapi).
Ośrodek dysponuje 4-osobowym krzesełkowym wyciągiem narciarskim typu SLF4 firmy Tatrapoma. Wzdłuż wyciągu biegnie około 700-metrowa trasa zjazdowa. Na terenie stacji znajduje się wypożyczalnia sprzętu narciarskiego i „Bar przy Stoku”.
Ośrodek uruchomiono w sezonie 2015/2016.